# Hlad (film, 1966)
Hlad (norsky Sult) je černobílé filmové drama z roku 1966 dánského režiséra Henninga Carlsena, v němž účinkuje v hlavní roli švédský herec Per Oscarsson. Předlohou byl román s autobiografickými prvky Hlad norského spisovatele Knuta Hamsuna. Film byl společným projektem tří skandinávských zemí (Dánsko, Švédsko, Norsko) a natáčel se v Oslu.
Ústředním tématem filmu je bída a zoufalství hlavního hrdiny - nepochopeného samotáře, jenž stojí na pokraji šílenství, přesto si dokáže uchovat vnitřní hrdost. Film je považován za mistrovské dílo sociálního realismu.

## Herecké obsazení
| Per Oscarsson       | Pontus (protagonista) |
| Gunnel Lindblom     | dívka Ylajali         |
| Birgitte Federspiel | sestra Ylajali        |
| Hans W. Petersen    | kupec                 |

## Děj
Protagonista příběhu Pontus se toulá velkoměstem (Oslo) a snaží se najít práci. Již několik dní nejedl. Několikrát se pokusí prodat něco v zastavárně - brýle, deku, knoflíky od kabátu, aby měl alespoň na chléb. Není úspěšný, hokynář o takové věci nemá zájem. Jedinou věcí, kterou vykoupí je obnošený kabát. Pontus ale peníze nevyužije pro sebe, věnuje je žebrákovi.
Přichází do pokoje. Do rána se musí odstěhovat z podnájmu, bytná mu radí, aby se vrátil na venkov. Hlad jej donutí zkusit pozřít prach z police nebo piliny. Podaří se mu vyžebrat alespoň kost z řeznictví. Zkusí odpovědět na inzerát na místo účetního v jednom obchodě, pošle majiteli dopis po jednom chlapci. Poté se do krámu zastaví a majitel mu řekne, že má sice pěkný rukopis - vhodný pro takovou práci, ale nepřijme ho. Spletl totiž datum a on chce člověka, jenž je v číslech jistý. Pontus zkouší v redakci podat svůj článek do novin. Když si jej redaktor konečně přečte, je celkem spokojen a vezme jej, ale autor musí nejprve provést do dalšího dne nevelké korekce. Čeká jej odměna 10 korun, redaktor se ptá, jestli chce Pontus zálohu. Ten je příliš hrdý a odmítá ji.
Hlad je neúprosný a on se potácí mezi halucinacemi a realitou. V jeden okamžik vidí okoloprocházející lidi na ulici v kalné mlze. Nemá kde na noc složit hlavu, ale nakonec se mu podaří zajistit pokoj, když přislíbí, že jej další den zaplatí. Jde si do obchodu koupit svíci, prodavač se splete a dá mu peníze do ruky místo aby je přijal. Pontus část využije na jídlo, ale zbytek věnuje ženě na ulici. Přestože trpí nouzí, snaží se přetvařovat a budit zdání zabezpečené existence, aby si zachoval důstojnost.
V parku jej zaujme mladá žena v doprovodu své sestry, kterou sleduje až k jejímu domu. Pojmenuje si ji pro sebe Ylajali a večer o ní sní. Několikrát se ještě potkají, nakonec jej dívka požádá o procházku ulicí a později jej pozve domů. Flirtuje s ním a když jí Pontus líbá na hruď, ucukne. Pontus je zmaten, ale je natolik vnímavý, že pozná změnu její nálady. Odchází. Po vyplacení honoráře vezme bankovku a hodí ji do tváře bytné, která jej krátce předtím vyhodila. Opět se potácí v mrákotách ulicí, v přístavu spatří loď, která se chystá vyplout a požádá kapitána o práci. Kapitán jej přijímá a loď odplouvá neznámo kam.
| „ | Existují lidé, kteří žijí maličkostmi a zabije je i jedno tvrdé slovo. | “ |